# Das Duo: Tote lügen besser
Tote lügen besser ist der 24. und letzte Film der deutschen Krimireihe Das Duo. Er wurde in Lübeck unter Regie von Johannes Grieser gedreht und hatte am 12. September 2012 um 20:15 Uhr auf ZDFneo Premiere. Die Erstausstrahlung im ZDF-Hauptprogramm am 15. September 2012 erreichte 4,64 Millionen deutsche Zuschauer und damit einen Marktanteil von 16,0 Prozent. Am Ende ist das Lied Over the Rainbow von Israel Kamakawiwoʻole zu hören.

## Handlung
Kommissarin Clara Hertz, die für ihren Sohn Gustav Babysitterin Heidrun Junkers engagiert hatte, die gleichzeitig auch Putzfrau ist, muss eines Tages eine Vertretung in ihre Wohnung lassen. Diese Vertretungskraft ist Franziska Bogner, die ihr von Heidrun mit der Maßgabe  geschickt wurde, dass sie absolut zuverlässig wäre. Clara Hertz hat dennoch gemischte Gefühle und nimmt den kleinen Gustav lieber mit ins Polizeirevier. Dort recherchiert sie über Franziska Bogner und findet diverse polizeiliche Einträge, die von kleineren Drogendelikten bis hin zum Kindesentzug reichen. Hertz ist aufs höchste beunruhigt und ruft in ihrer Wohnung an, wo sich jedoch niemand meldet. Kurzerhand fährt sie dorthin und findet Franziska Bogner erstochen in der Wohnung vor. Eindeutige Einbruchsspuren lassen darauf schließen, dass die Putzfrau dem Einbrecher in die Quere kam und somit ein Raubmord vorliegt. Hertz Kollegin Marion Ahrens unterstützt ihre Kollegin in diesem persönlichen Fall und sieht sich zunächst in Bogners Wohnung um. Danach begibt sie sich zusammen mit Hertz zu Heidrun Junkers und erfahren dort, dass sich Franziska um ihre Tochter Sorgen machte, die in Hamburg bei dem Kindsvater lebte. Heidrun hatte sich bereiterklärt heimlich nach dem Kind zu sehen und deshalb konnte sie nicht zur Arbeit kommen und hatte Franziska als Vertretung geschickt.
Hertz und Ahrens suchen daraufhin Bernhard Weininger auf, den Vater von Franziskas Tochter. Aufgrund der Drogenabhängigkeit von Franziska hatte er das Sorgerecht erhalten. Von ihm erfahren sie, dass er ein Jobangebot im Ausland annehmen wollte und kurz davor war, das Land zu verlassen. Darüber wäre Franziska sehr ungehalten gewesen. Einen dringenden Tatverdacht können die Kommissarinnen darin zwar noch nicht erkennen, doch scheint ihnen Weininger etwas zu verheimlichen. Zudem weist er ständig auf Franziskas Drogensucht hin, die sie aber nach Aussagen ihrer Freundin Heidrun überwunden hatte und schon ein Jahr lang clean war. Auch Weiningers Frau ist nicht gerade erschüttert über den Tod von Sophies Mutter, doch kann sie der Kommissarin glaubhaft darlegen, dass sie niemanden umbringen könnte, auch ihr Mann nicht. Trotzdem sei sie froh, dass Franziska Bogner sie nun nie wieder belästigen kann, was in der Vergangenheit häufig vorgekommen war.
Eine Spur führt zu Colin Precht, einem Drogendealer, mit dem Franziska vor Weininger befreundet war und zu dem sie wieder Kontakt aufgenommen hatte, als sie erfahren hatte, dass Weininger mit ihrer Tochter ins Ausland gehen wollte. Doch Precht ist flüchtig und kann zunächst nicht verhört werden. Nachdem es Hertz gelingt, ihn zu stellen, leugnet er, mit dem Mord etwas zu tun zu haben. Aufgrund der dünnen Beweislage muss er auf freiem Fuß bleiben.
Hertz und Ahrens finden heraus, dass Heidrun Junkers zum Tatzeitpunkt kein Alibi hat, denn anhand der Fotos, die sie bei ihrer Fahrt nach Hamburg gemacht hatte, war eine falsche Uhrzeit eingestellt. Ahrens hat zudem das Gefühl, dass Klaus Junkers ein Verhältnis mit dem Opfer hatte. Doch mitten in diesen Überlegungen erhält Hertz einen Notruf von Heidrun, die gerade mit dem Auto unterwegs ist und ihr mitteilt, dass Colin Precht Franziska umgebracht hätte. Er würde sie gerade verfolgen, weil sie den Schmuck bei ihm gefunden hätte, der bei dem Einbruch gestohlen wurde. Sie hätte ihn an sich genommen und deshalb würde Precht sie jagen. In der Folge verursacht sie einen Verkehrsunfall und wird bewusstlos ins Krankenhaus gebracht. Precht ist erneut flüchtig, findet sich aber überraschend in der Gerichtsmedizin ein, als er dort in aller Stille Abschied von seiner Exfreundin nehmen will. Die Anschuldigungen Junkers weist er strikt von sich, kann sich aber an eine Frau erinnern, die ihm am Vortag Schmuck verkaufen wollte, was den Ermittlerinnen seine Fingerabdrücke auf dem Diebesgut erklärt.
Hertz und Ahrens befragen noch einmal Klaus Junkers, der nun einräumt, dass seine Frau Hilfe braucht. Sie stecken schon einige Zeit in finanziellen Schwierigkeiten, die sie allein nicht bewältigen können und Heidrun sich dies nicht eingestehen will. Daher hat sie ein regelrechtes Lügengebäude aufgebaut, nur um nach außen hin den Schein zu wahren, dass alles in bester Ordnung wäre. Durch den selbstinszenierten Unfall wollte sie als Opfer dastehen und nicht als Täterin. Die Kommissarinnen konfrontieren Heidrun mit ihren Ermittlungsergebnissen und bemerken in diesem Gespräch, dass Heidrun akute psychische Probleme hat. Sie bildet sich ein, dass Franziska und ihr Mann sich gegen sie verschworen hätten. Sie fühlt sich von Franziska verraten und meint, dass sie ihren Mann und die Kinder an sich reißen wollte. Als sie Franziska zur Rede stellen wollte, hätte sie sie im Streit erstochen. Sie wollte ihr eigentlich helfen, hat es aber nicht geschafft und so den Einbruch vorgetäuscht. Nachdem Heidrun Junkers sich nun auch wieder in die Enge getrieben fühlt, springt sie von einer Brücke in den Tod.

## Kritik
Thomas Gehringer von tittelbach.tv wertete: „Trotz einiger starker Szenen mit Claudia Michelsen und Martin Brambach bietet der Film überwiegend Krimi-Routine: typisches Ermittlungs-Gedöns und steife Dialoge. Als Familiendrama verschenkt, ideenlos inszeniert und nicht zuletzt vom ZDF lieblos präsentiert. Ein trauriger Abschied für Charlotte Schwab und Lisa Martinek.“
Auch Quotenmeter.de konnte nicht viel Lobendes finden und schrieb: „Die letzte Folge, für die Regisseur Johann Grieser verantwortlich zeichnet, lässt sich am besten so zusammenfassen wie die gesamte Reihe: unspektakulär, belanglos und schlecht recherchiert. Adieu!“
Jens Szameit von Stimme.de kam zu dem Urteil: „Es wird einfach zu viel und zu fantasielos verwaltet in diesem Film. […] Die selten glaubhaften Emotionen, die Dialoge, die wieder mal jeden Anflug von Schauwert überwuchern. Auch die weiblichen Umgangsformen haben sich ein bisschen abgenutzt. Der fleißige Gehilfe wird von den Klüngel-Kommissarinnen gewohnheitsgemäß abgewatscht. Was der junge Polizist ebenso klaglos über sich ergehen lässt wie die Alpha-Weibchen die doch recht bedrückenden Ermittlungen im eigenen sozialen Umfeld. Ein bisschen blutleer und verbeamtet scheidet die Reihe dahin.“
Die Kritiker der Fernsehzeitschrift TV Spielfilm vergaben für das „schwer zu entwirrende Beziehungsgeflecht“ einen Daumen nach oben und befanden: „Solide Spannung, verwinkelter Plot und überzeugende Darsteller: ein gelungener Abgang – nur den Titel kapieren wir nicht.“ Das Gesamtfazit lautete „Kurzweiliger TV-Thrill: gelungener Abgang!“.